# Borgman (film)
Borgman is een Nederlandse speelfilm van Alex van Warmerdam uit 2013 met hoofdrollen voor Jan Bijvoet, Hadewych Minis en Jeroen Perceval.
In de film dringt buitenstaander Camiel Borgman (Jan Bijvoet) bewust binnen bij bewoners van een afgelegen villa. Het is een donkere raadselachtige film met horrorelementen.

## Rolverdeling
| Acteur                      | Personage          |
| --------------------------- | ------------------ |
| Jan Bijvoet                 | Camiel Borgman     |
| Hadewych Minis              | Marina             |
| Jeroen Perceval             | Richard            |
| Sara Hjort Ditlevsen        | Stine              |
| Eva van de Wijdeven         | Ilonka             |
| Annet Malherbe              | Brenda             |
| Tom Dewispelaere            | Pascal             |
| Alex van Warmerdam          | Ludwig             |
| Elve Lijbaart               | Isolde             |
| Dirkje van der Pijl         | Rebecca            |
| Pieter-Bas de Waard         | Leo                |
| Gene Bervoets               | Tuinman            |
| Ariane Schluter             | Vrouw van tuinman  |
| Mike Weerts                 | Arthur Stornebrink |
| Pierre Bokma                | Priester           |
| Mees van Warmerdam          | Misdienaar         |
| Benjamin Boe Rasmussen      | Man met hond       |
| Reinout Scholten van Aschat | Man met speer      |
| Ria Eimers                  | Vrouw in villa     |
| Ismael Tarhabi              | Sollicitant 1      |
| Abdembi Azzaoui             | Sollicitant 2      |
| John Meerzorg               | Sollicitant 3      |
| Bert Bunschoten             | Onbekende man      |
| Reinier Bulder              | Dokter Baumgarten  |
| Marc van Warmerdam          | Man met snor       |

## Prijzen en nominaties
Borgman ging in première op het filmfestival van Cannes en was daar genomineerd voor de Gouden Palm. Het was ook de Nederlandse inzending voor de Oscar voor Beste Niet-Engelstalige film van 2013, maar de film werd niet genomineerd. Tijdens het Nederlands Filmfestival in Utrecht won de film op 4 oktober 2013 het Gouden Kalf voor beste film. Hadewych Minis won voor haar vertolking van Marina het Gouden Kalf voor de beste vrouwelijke hoofdrol.
| Jaar | Festival                                                             | Nominatie       | Categorie                        | Persoon            | Resultaat   |
| ---- | -------------------------------------------------------------------- | --------------- | -------------------------------- | ------------------ | ----------- |
| 2013 | Filmfestival van Cannes                                              | Gouden Palm     |                                  |                    | Genomineerd |
| 2013 | European Filmfestival, Palić                                         | Golden Tower    |                                  |                    | Gewonnen    |
| 2013 | Strasbourg European Fantastic Film Festival                          | Méliès d'Argent | Beste Europese Fantastische Film |                    | Gewonnen    |
| 2013 | Sitges International Fantastic Film Festival of Catalonia            | Méliès d'Or     | Beste Europese Fantastische Film |                    | Genomineerd |
| 2013 | Sitges International Fantastic Film Festival of Catalonia            | Maria           | Beste film                       |                    | Gewonnen    |
| 2013 | Haifa International Film Festival                                    |                 | FEDEORA Competition              |                    | Gewonnen    |
| 2013 | Lund International Fantastic Film Festival - Fantastisk Filmfestival | Siren           | Beste Film                       |                    | Gewonnen    |
| 2013 | Nederlands Filmfestival                                              | Gouden Kalf     | Beste scenario                   | Alex van Warmerdam | Gewonnen    |
| 2013 | Nederlands Filmfestival                                              | Gouden Kalf     | Beste regie                      | Alex van Warmerdam | Genomineerd |
| 2013 | Nederlands Filmfestival                                              | Gouden Kalf     | Beste actrice                    | Hadewych Minis     | Gewonnen    |
| 2013 | Nederlands Filmfestival                                              | Gouden Kalf     | Beste vrouwelijke bijrol         | Annet Malherbe     | Genomineerd |
| 2013 | Nederlands Filmfestival                                              | Gouden Kalf     | Beste film                       | Marc van Warmerdam | Gewonnen    |